# Piaski (Gostyń)
Pour les articles homonymes, voir Piaski.
Piaski (prononciation : [ˈpjaski]) est un village de Pologne, situé dans la voïvodie de Grande-Pologne. Elle est le chef-lieu de la gmina de Piaski, dans le powiat de Gostyń.
Il se situe à 5 kilomètres à l'est de Gostyń (siège du powiat) et à 59 kilomètres au sud de Poznań (capitale régionale).

## Histoire
Sandberg fait partie de 1815 à 1887 de l'arrondissement de Kröben puis jusqu'en 1920, de l'arrondissement de Gostyn, dans le district de Posen de la province de Posnanie.
De 1975 à 1998, Piaski faisait partie du territoire de la voïvodie de Leszno.

Depuis 1999, le village fait partie du territoire de la voïvodie de Grande-Pologne.